# Uwe Lohmann

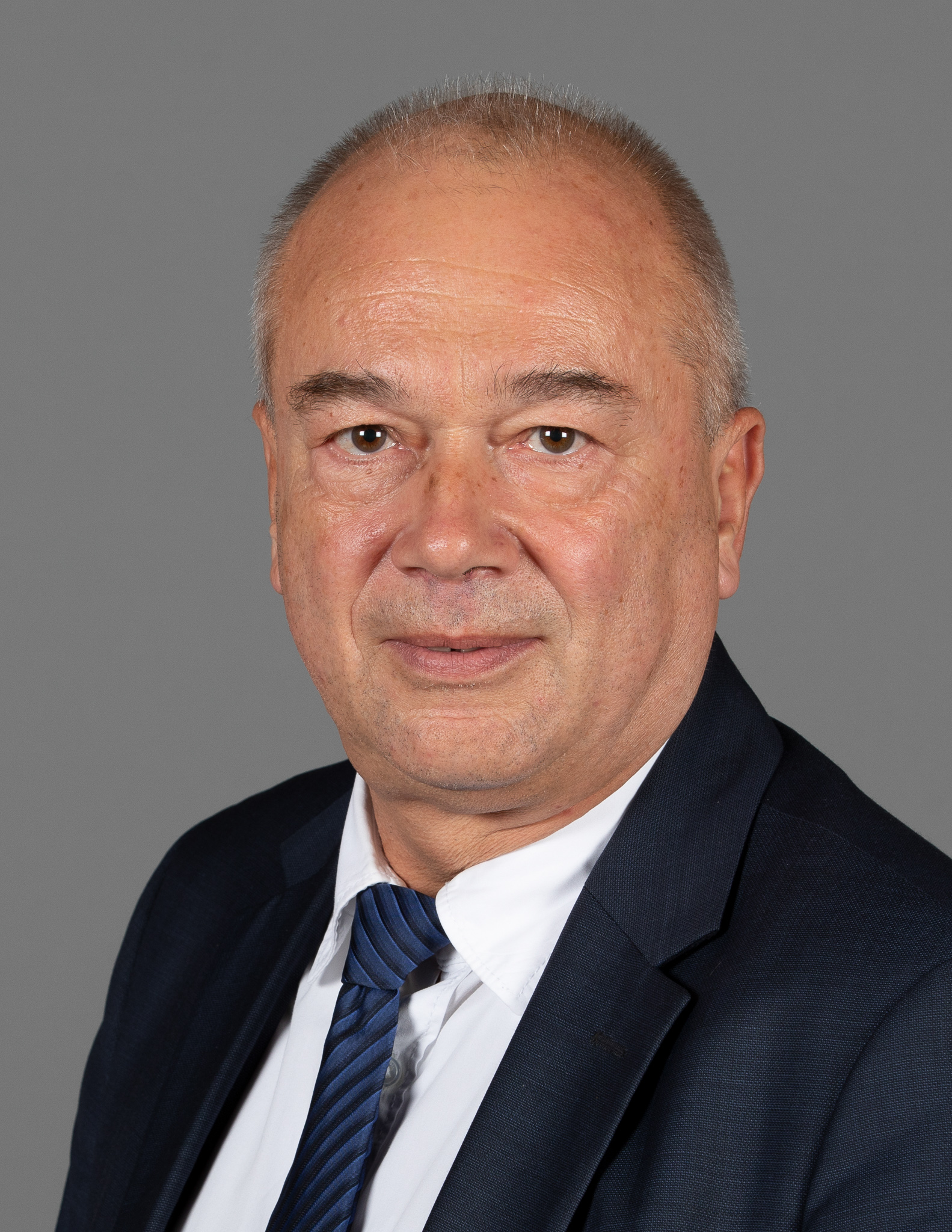
Uwe Lohmann

Uwe Lohmann (* 8. Mai 1959 in Hamburg) ist ein deutscher Politiker (SPD). Von 2011 bis 2025 war er Mitglied der Hamburgischen Bürgerschaft.

## Leben
Lohmann ist der Sohn des Gewerkschafter und Bürgerschaftsabgeordneten Walter Lohmann. Er erlangte 1980 das Abitur und studierte von 1984 bis 1989 Sportwissenschaft in Hamburg. Im Anschluss übernahm er eine leitende Funktion bei der Arbeiter-Samariter-Bund Sozialeinrichtungen (Hamburg) GmbH, wo er den Bereich Betreutes Seniorenwohnen leitet. Von 1992 bis 2018 war er Vorsitzender des ABS Ortsverband Hamburg West e. V. Von 1998 bis 1999 absolvierte er eine Ausbildung im Sozialmanagement.
Lohmann trat 1975 der SPD bei. Von 2008 bis 2011 gehörte er der Bezirksversammlung Wandsbek an und war dort stellvertretender Fraktionsvorsitzender. Am 23. März 2011 rückte er für Peter Tschentscher in die Hamburgische Bürgerschaft nach. Dort war er Mitglied im Ausschuss für Familie, Kinder und Jugend, Stadtentwicklungsausschuss und Europaausschuss. Bei der Bürgerschaftswahl 2015 erreichte Lohmann mit 18.944 Stimmen ein Direktmandat im Wahlkreis Wandsbek. Bei der Bürgerschaftswahl 2020 gelang Lohmann erneut der Einzug in die Hamburgische Bürgerschaft. Bei der Bürgerschaftswahl 2025 kandidierte er nicht erneut.